# Ernst Springer (Verwaltungsjurist)
Ernst Springer (* 4. März 1862 in Kopenhagen; † 30. August 1933 in Eutin) war ein deutscher Verwaltungsjurist.

## Leben
Ernst Springer studierte an der Universität Freiburg. 1880 wurde er Mitglied des Corps Hasso-Borussia Freiburg. Nach dem Studium trat er in den preußischen Staatsdienst. 1886 wurde er Regierungsreferendar in Merseburg und 1889 Regierungsassessor bei der Regierung in Erfurt. Nach kurzer Tätigkeit beim Landratsamt Breslau 1892 war Springer von 1893 bis 1919 war Landrat des Kreises Oldenburg in Holstein. Er wurde zum Geheimen Regierungsrat ernannt. Zu seinen Verdiensten zählen die infrastrukturelle Entwicklung und Festlandsanbindung der Insel Fehmarn.